# Specie di Synotaxidae
Di seguito sono descritte tutte le specie della famiglia di ragni Synotaxidae note a luglio 2017.

## Synotaxus
Synotaxus Simon, 1895
- Synotaxus bonaldoi Santos & Rheims, 2005 — Brasile
- Synotaxus brescoviti Santos & Rheims, 2005 — Brasile
- Synotaxus ecuadorensis Exline, 1950 — dalla Costa Rica all'Ecuador
- Synotaxus itabaiana Santos & Rheims, 2005 — Brasile
- Synotaxus jaraguari Souza, Brescovit & Araujo, 2017 — Brasile
- Synotaxus leticia Exline & Levi, 1965 — Colombia
- Synotaxus longicaudatus (Keyserling, 1891) — Brasile
- Synotaxus monoceros (Caporiacco, 1947) — Trinidad, Guyana, Brasile
- Synotaxus siolii Santos & Rheims, 2005 — Brasile
- Synotaxus turbinatus Simon, 1895 — dal Panama all'Ecuador
- Synotaxus waiwai Agnarsson, 2003 — Guyana, Brasile, Paraguay